# Kalanchoe dinklagei
Kalanchoe dinklagei ist eine Pflanzenart der Gattung Kalanchoe in der Familie der Dickblattgewächse (Crassulaceae). Sie ist gemeinsam mit Kalanchoe arborescens die am höchsten werdende Art der Gattung. Das Artepitheton ehrt den deutschen Gärtner Werner Dinklage.

## Beschreibung
Kalanchoe dinklagei bildet kleine Bäume, die Wuchshöhen von 8 bis 10 Metern erreichen und die von der Basis aus verzweigen. Ihre dicken Triebe sind anfangs dicht mit gräulichen oder rötlich braunen Haaren bedeckt, die später einer gräulichen Rinde weichen. Die dicken, kräftigen und fleischigen Laubblätter sind grünweißlich bis weißlich silberfarben und mit sternförmigen Haaren eingehüllt. Der 1 bis 2 Zentimeter lange Blattstiel ist verbreitert und oberseits gefurcht. Die eiförmige, eiförmig-spatelige Blattspreite ist 3 bis 6 Zentimeter lang und 2,5 bis 4 Zentimeter breit. Sie ist an der Spitze stumpf, gerundet bis leicht gestutzt und an der Basis verschmälert. Der Blattrand ist ganzrandig. Junge Laubblätter sind manchmal eiförmig, länglich dreieckig, elliptisch bis länglich mit gewellten bis rau gezähnten Rändern.
Der Blütenstand ist eine dichte, vielblütige Thyrse von bis zu 30 Zentimeter Länge. Der behaarte Blütenstandsstiel ist 20 Zentimeter lang. Die aufrechten bis ausgebreiteten, gelbgrünen bis weißlichen Blüten sitzen an fleischigen, langhaarigen, etwa 3 Millimeter langen Blütenstielen. Die blassgrüne, dicht langhaarige Kelchröhre ist röhrig, 3 bis 4 Millimeter lang und endet in dreieckigen Zipfeln, die 5 bis 8 Millimeter lang und etwa 3 Millimeter breit sind. Die dicht langhaarige (sternförmige und manchmal drüsige Haare), Blütenkrone ist grüngelb, weißlichgelb, rosafarben. Die zylindrische, 10 bis 15 Millimeter lange Kronröhre hat lanzettliche und etwas ausgebreitete Zipfel, die 2,5 bis 3,5 Millimeter lang und 1 bis 2 Millimeter breit sind. Die Staubblätter sind oberhalb der Mitte der Kronröhre angeheftet und ragen leicht aus der Kronröhre heraus. Die eiförmigen Staubbeutel sind 0,5 bis 0,8 Millimeter groß. Die rechteckigen Nektarschüppchen sind etwa 0,8 Millimeter lang und 0,6 Millimeter breit. Das längliche Fruchtblatt ist 8 bis 10 Millimeter, der Griffel 5 bis 6 Millimeter lang.

## Systematik und Verbreitung
Kalanchoe dinklagei ist in Südost-Madagaskar im xerophytischen Busch auf sandigen Böden verbreitet. Die Erstbeschreibung erfolgte 1985 durch Werner Rauh.
Synonyme sind Kalanchoe millotii var. brevisepala und Kalanchoe brevisepala.

## Nachweise